# Metal Health
Metal Health é o terceiro álbum de estúdio da banda americana de heavy metal Quiet Riot, lançado em 11 de Março de 1983. É notável por ser o primeiro álbum de heavy metal a chegar ao topo das paradas musicais dos Estados Unidos (Billboard 200). Até hoje o disco já vendeu cerca de 6 milhões de unidades em solo americano.
Além da faixa-título, outro grande hit do álbum é "Cum On Feel the Noize", cover do Slade. A faixa "Thunderbird" foi composta em homenagem ao guitarrista Randy Rhoads, falecido um ano antes do lançamento de Metal Health. Ele tocou nos dois primeiros discos do Quiet Riot que foram lançados apenas no Japão.

## Faixas
| N.º | Título                                   | Duração |  |
| 1.  | "Metal Health (Bang Your Head)"          | 5:16    |  |
| 2.  | "Cum On Feel the Noize" (cover de Slade) | 4:51    |  |
| 3.  | "Don't Wanna Let You Go"                 | 4:42    |  |
| 4.  | "Slick Black Cadillac"                   | 4:12    |  |
| 5.  | "Love's a Bitch"                         | 4:11    |  |
| 6.  | "Breathless"                             | 3:51    |  |
| 7.  | "Run for Cover"                          | 3:38    |  |
| 8.  | "Battle Axe"                             | 1:38    |  |
| 9.  | "Let's Get Crazy"                        | 4:08    |  |
| 10. | "Thunderbird"                            | 4:43    |  |

Faixas Bônus - Edição de 2001
| N.º | Título                           | Duração |  |
| 11. | "Danger Zone"                    | 5:06    |  |
| 12. | "Slick Black Cadillac" (Ao Vivo) | 5:16    |  |

## Membros
- Kevin DuBrow (Vocal)
- Carlos Cavazo (Guitarra)
- Rudy Sarzo (Baixo)
- Frankie Banali (Bateria)

## Posições nas paradas musicais

### Álbum
| Parada musical (1983/1984)                 | Melhor posição |
| ------------------------------------------ | -------------- |
| Canada - 100 Albums (RPM)                  | 5              |
| Estados Unidos - Billboard 200 (Billboard) | 1              |
| Estados Unidos - Rock Albums (Billboard)   | 13             |
| Nova Zelândia - RIANZ                      | 33             |

### Singles
| Ano  | Single                  | Parada musical        | Posição |
| ---- | ----------------------- | --------------------- | ------- |
| 1983 | "Metal Health"          | Mainstream Rock       | 37      |
| 1983 | "Cum on Feel the Noize" | Mainstream Rock       | 7       |
| 1983 | "Slick Black Cadillac"  | Mainstream Rock       | 32      |
| 1983 | "Cum on Feel the Noize" | The Billboard Hot 100 | 5       |
| 1984 | "Metal Health"          | The Billboard Hot 100 | 31      |